# Zack & Wiki: Il tesoro del pirata Barbaros
Zack & Wiki: Il tesoro del pirata Barbaros (宝島Z バルバロスの秘宝?, Takarjima Z: Barbaros no hihou, Isola del tesoro Z: Il tesoro di Barbaros) è un videogioco d'avventura sviluppato e pubblicato da Capcom nel 2007 per Wii. Il titolo è stato in seguito convertito per Wii U e distribuito tramite Nintendo eShop.

## Modalità di gioco
Zack & Wiki: Il tesoro del pirata Barbaros è stato sviluppato per utilizzare il meccanismo del controller Wii Remote. La modalità di gioco è del tipo punta e clicca in cui il puntatore del telecomando Wii è utilizzato per esplorare i vari livelli e interagire con gli elementi preimpostati.